# Czesław Marek
Czesław Marek (født 16. september 1891 i Przemyśl i det nuværende Polen, død 17. juni 1985 i Zürich, Schweiz) var en polsk komponist, pianist, rektor og lærer.
Marek blev født i byen Przemyśl i det østlige Galicien nær Lwów (i dag Lviv i Ukraine. Han studerede klaver og komposition på musikinstituttet i Lviv og senere kompostion i Wien hos bl.a. Karl Weigl og senere igen i Strasbourg hos Hans Pfitzner. Han skrev en symfoni, sinfonietta, orkesterværker, kammermusik, korværker, sange etc. Marek bosatte sig i Schweiz, hvor han blev lærer i klaver og komposition på Berre Musikkonservatorium i Zürich, og blev rektor for Musikkonservatoriet i Poznan, for igen at vende tilbage til Zürich og undervise og leve som freelance musiker og komponist til sin død i 1985.

## Udvalgte værker
- Symfoni (1928) - for stort orkester
- Sinfonietta (1916) - for orkester
- Triptykon (1913 Rev. 1923) - for klaver
- Suite (19?) - for orkester
- Serenade (19?) - for violin og orkester